# Liparetrus cinnameus
Liparetrus cinnameus är en skalbaggsart som beskrevs av Britton 1980. Liparetrus cinnameus ingår i släktet Liparetrus och familjen Melolonthidae. Inga underarter finns listade i Catalogue of Life.